# Seal
Seal Henry Olusegun Olumide Adeola Samuel, més conegut com a Seal (Londres, 19 de febrer de 1963) és un cantant britànic de música soul i R&B. Es feu conèixer mundialment arran de l'èxit del títol Crazy el 1991. Va ser casat amb la model Heidi Klum fins al 2012.

## Guardons
Premis
- 1996: Grammy a la gravació de l'any
- 1996: Grammy a la cançó de l'any

Nominacions
- 1992: Grammy al millor nou artista
- 1995: Grammy al millor àlbum de pop vocal
- 1995: Grammy a l'àlbum de l'any
- 2019: Grammy al millor àlbum de pop vocal tradicional